# Número ilegal

Bandera de la libertad de expresión, del caso HD DVD AACS

Un número ilegal es un número  que representa información que es ilegal de poseer, pronunciar, propagar o transmitir en alguna jurisdicción legal. Cualquier pieza de información digital es representable como número; y si en consecuencia, distribuir un conjunto de información es ilegal de alguna manera, entonces el número puede ser también ilegal.

## Antecedentes
Un número puede representar algún tipo de información clasificada o secreto comercial, que solo un grupo autorizado de personas puede poseer legalmente. La clave de cifrado AACS (09 F9 11 02 9D 74 E3 5B D8 41 56 C5 63 56 88 C0) que salió a la luz en mayo de 2007 es un ejemplo de un número que se reclamó como secreto, y cuya publicación o posesión inapropiada se considera ilegal en los Estados Unidos. Esta clave permite el desencriptado de cualquier HD DVD o Blu-ray Disc lanzado antes de esta fecha. Los autores de una serie de cartas de cese y desista reclaman que la clave en sí es un dispositivo de evasión de derechos de autor y cuya publicación viola el Título 1 del US Digital Millennium Copyright Act.
Por parte de la orden judicial del caso DeCSS y en los avisos legales de la AACS, la protección reclamada para estos números se basa en su mera posesión y en el valor o uso potencial de estos.  Esto hace que su estatus y los asuntos legales que rodean su distribución sean muy distintos a los de las infracciones de derechos de autor.
Cualquier archivo de imagen o un programa ejecutable pueden ser considerados como números binarios muy grandes. En algunas jurisdicciones, existen imágenes cuya posesión es ilegal, debido a su obscenidad o su estado de secretos clasificados, así que los números correspondientes podrían ser ilegales.
En 2011, Sony demandó a George Hotz y a miembros del equipo  fail0verflow por escalar privilegios en el sistema operativo de PlayStation 3. Parte de la demanda consistió en que se habían publicado las claves de cifrado de PS3. Sony también amenazó con demandar a cualquiera que distribuyese las claves. Posteriormente, Sony publicó accidentalmente en Twitter la clave de un antiguo dongle a través del personaje de ficción Kevin Butler.

## Banderas y esteganografía

Edición PlayStation 3 de la bandera de libertad de expresión

Como protesta sobre el caso DeCSS, muchas personas crearon versiones esteganográficas de la información ilegal (p. ej. escondiéndolas en forma en banderas, etcétera). Dave Touretzky, de la universidad Carnegie Mellon, creó la "Gallery of DeCSS descramblers". En la controversia por la clave de cifrado AACS, se creó una "bandera de la libertad de expresión". Algunos números ilegales son tan cortos que se crearon una banderas sencillas utilizando bloques de tres componentes, como si se tratasen de valores RGB. El argumento principal es que si estos números cortos pueden ser ilegales, cualquier cosa basada en ellos, (tales como patrones de colores, etcétera) puede ser, también, ilegal.
En el caso Sony Computer Entertainment contra Hotz, muchos blogueros (incluyendo uno de la Escuela de Derecho de Yale) crearon nuevas banderas de libertad de expresión en homenaje a la bandera de libertad de expresión AACS. La mayoría de estas llaves se basaron en "dongle keys" que Hotz liberó. Además, varios usuarios de otros sitios web publicaron banderas similares.

## Otros ejemplos
Existen otros contextos en los que números más pequeños han infringido leyes o reglamentos, o han llamado la atención de las autoridades:
- En 2012, se informó que los números 89, 6 y 4 se convirtieron en términos de búsqueda prohibidos en búsquedas dentro de China, debido a que en la fecha del 4 de junio ("mes 6") de 1989 se produjo la masacre del 4 de junio en la Plaza de Tiananmén.[15]
- Debido a la asociación con pandillas, en 2012 un distrito escolar en Colorado prohibió el uso de sudaderas que llevasen los números 18, 14, o 13 (y sus inversos, 81, 41, o 31).[16]
- En 2017, el político eslovaco ultraderechista Marian Kotleba fue condenado por donar 1,488 euros.[17]

### En inglés
- "Trouble with Prime Numbers: DeCSS, DVD and the Protection of Proprietary Encryption Tools". Journal of Information, Law & Technology, Vol. 3, 2002
- «A Great Debate: Is Computer Code Protected Speech?». Consultado el 9 de mayo de 2007.
- DVD descrambler encoded in ‘illegal’ prime number
- Steganography Wing of the Gallery of CSS Descramblers, Carnegie Mellon University, Dave Touretzky
- US judge rules that you can't copyright pi by New Scientist
- American Bankers' Association Claims Routing Numbers Are Copyrighted by TechDirt
- Orwell Estate Sends Copyright Takedown Over the Number 1984 by TorrentFreak
- We are in Digits of Pi and Live Forever by Clifford A. Pickover
- Haran, Brady; Grime, James. «Illegal Numbers». Archivado desde el original el 24 de julio de 2018. Consultado el 24 de julio de 2018.

- Datos: Q45327
- Multimedia: Illegal numbers / Q45327